# ادلم الغميق (مرقد الضباب)
ادلم الغميق هو دُوَّار يقع بجماعة تطفت، إقليم العرائش، جهة طنجة تطوان الحسيمة في المملكة المغربية. ينتمي الدوّار لمشيخة مرقد الضباب التي تضم 13 دوار. يقدر عدد سكانه بـ 405 نسمة حسب الإحصاء الرسمي للسكان والسكنى لسنة 2004.

## روابط خارجية
- البوابة الوطنية للجماعات الترابية
- المندوبية السامية للتخطيط